# Kalmückischer Volkschural
Der Kalmückische Volkschural (kalmückisch Хальмг Таңһчин ардин хурл, transliteriert Chal'mg Tangghtschin Ardin Churl; russisch Народный Хурал Республики Калмыкия, transliteriert Narodny Chural Respubliki Kalmykija) ist die Legislative im Einkammersystem der Republik Kalmückien, welche als Föderationssubjekt zum Föderationskreis Südrussland der Russischen Föderation gehört.

## Namensherkunft
Als Kurultai wurde im Mongolischen Reich die Fürstenversammlung bezeichnet, auf welcher die Stammesführer ernannt und die Feldzüge geplant wurden. So wurde zum Beispiel Dschingis Khan 1206 auf einem Kurultai zum Großkhan der Mongolen gewählt. Mehrere mongolische Staaten beziehungsweise Gliedstaaten bezeichnen ihre Parlamente in der mongolischen Tradition mit dem an das Wort Kurultai angelehnte Wort Chural. So heißen zum Beispiel das Parlament der Mongolei und das Parlament Burjatiens Großer Staats-Chural beziehungsweise Burjatischer Volkschural. Durch die Titularnation der Kalmücken, welche ebenfalls ein mongolisches Volk sind, wurde als Bezeichnung des Parlaments von Kalmückien die Bezeichnung Chural gewählt.

## Geschichte
In Übereinkunft mit der Verfassung der Russischen Föderation von 1993 wurde am 18. Oktober 1994 erstmals eine Wahl zum Kalmückischen Volkschural abgehalten. In den Jahren 1999, 2005, 2008 und 2013 wurden weitere Wahlen abgehalten. Die aktuelle Legislaturperiode ab 2018 ist die sechste Einberufung des Parlaments.

## Zusammensetzung
Das Parlament Kalmückiens wird in einer Verhältniswahl gewählt, bei der die 27 Sitze auf die Wahllisten aufgeteilt werden. Die Verteilung der Sitze erfolgt nach dem D’Hondt-Verfahren, wobei alle Wahllisten berücksichtigt werden, welche mindestens fünf Prozent der abgegebenen Stimmen erreicht haben, es existiert demnach eine Fünf-Prozent-Hürde. Eine Legislaturperiode umfasst fünf Jahre.

## Vertretung im Föderationsrat
Vertreter der Legislative Kalmückiens im Föderationsrat ist Alexei Majorow, welcher am 24. September 2018 sein Amt angetreten hat. Seine Amtszeit reicht voraussichtlich bis mindestens 2023, wenn in Kalmückien planmäßig die nächste Wahl zum Volkschural stattfindet. Daneben ist Kalmückien auch mit einem Vertreter der Exekutive im Dienst der Gouverneurs im Föderationsrat vertreten.